# Mantova
Mantova (latinsky Mantua, v mantovském dialektu Màntua) je italské historické město v Lombardii, sídlo stejnojmenné provincie a zároveň diecéze. Žije zde přibližně 49 tisíc obyvatel.
Roku 70 př. n. l. se v okolí Mantovy narodil Publius Vergilius Maro, zdejší nejznámější občan. O Mantově se zmiňuje také William Shakespeare ve hře Romeo a Julie jako o místu, kam musel Romeo utéct do vyhnanství z Verony před pomstou Kapuletů, a také Giuseppe Verdi ve své opeře Rigoletto.
Mantova má 48 400 obyvatel (celá aglomerace 100 000 obyvatel) a leží asi 35 km jihozápadně od Verony. Od severu je město chráněné třemi ve středověku založenými jezery na řece Mincio: Lago Superiore, Lago di Mezzo, Lago Inferiore.

## Historie

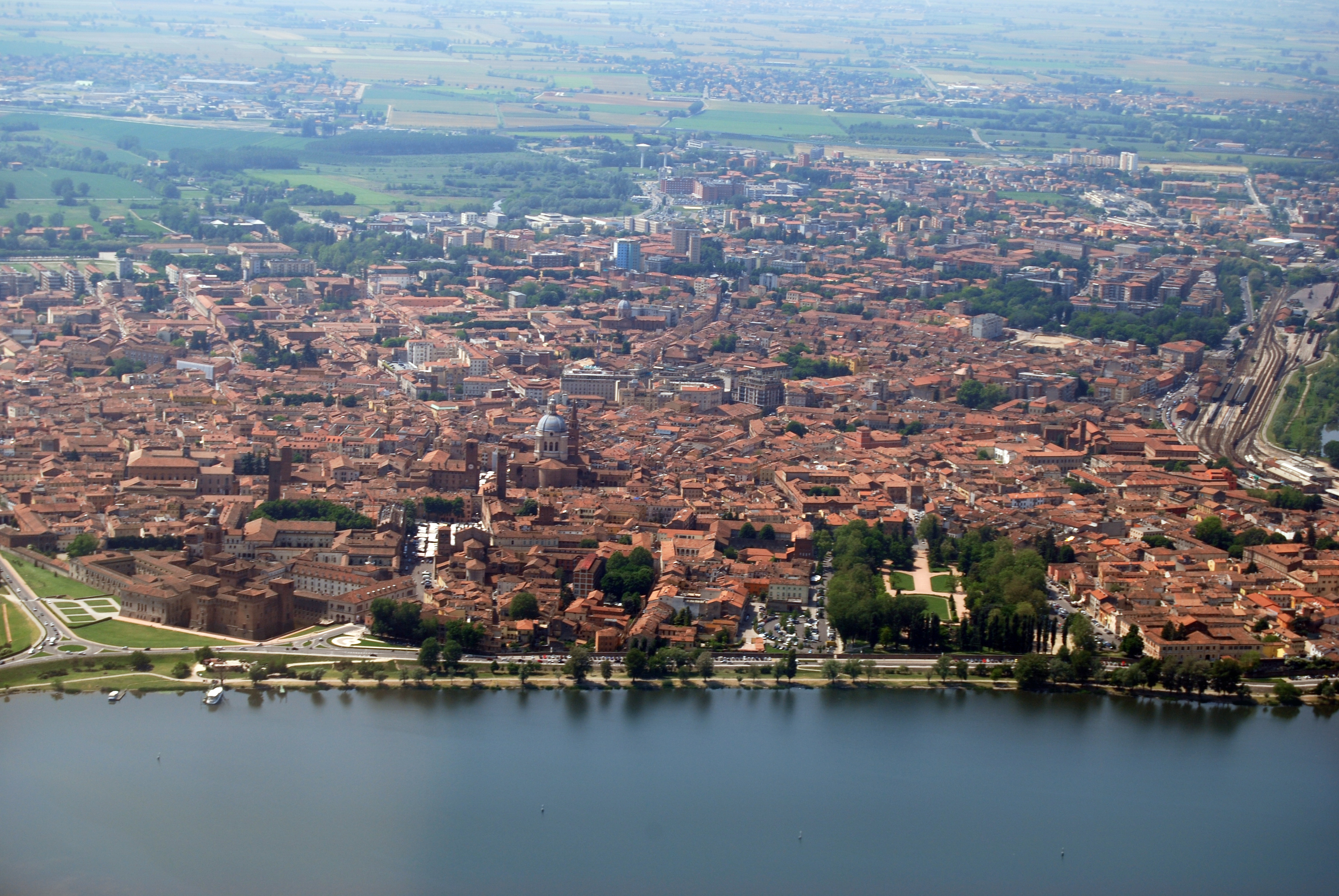
Mantova, letecký pohled od severu. Vlevo dole hrad, za ním Vévodský palác (Palazzo ducale), uprostřed kupole baziliky svatého Ondřeje apoštola.

Město vzniklo na jakémsi ostrově v řece Mincio a je patrně etruského původu, za punských válek je dobyli Římané, od Césara získalo městská práva a Augustus zde usídloval válečné veterány. V raném středověku město silně utrpělo nájezdy byzantinců, Langobardů a Franků a v 10. století připadlo hrabatům z Canossy (rodina Attoni di Cannosa). V období jejich vlády došlo k rozkvětu městečka. Poslední z nich, hraběnka Matylda Toskánská, prý dala 1098 postavit rotundu San Lorenzo. Po její smrti roku 1114 se Mantova stala svobodným městem, roku 1198 byla vytvořena jezera na severní straně města a roku 1273 se vlády zmocnil rod Bonacolsi, za něhož město prosperovalo, podobně jako za vlády rodu Gonzaga (1328–1627). Když rod vymřel, město dobyla císařská vojska a vyplenila. Od roku 1708 patřila Mantova jako významná pevnost k Rakousku a roku 1866 se připojila ke sjednocené Itálii.

## Pamětihodnosti

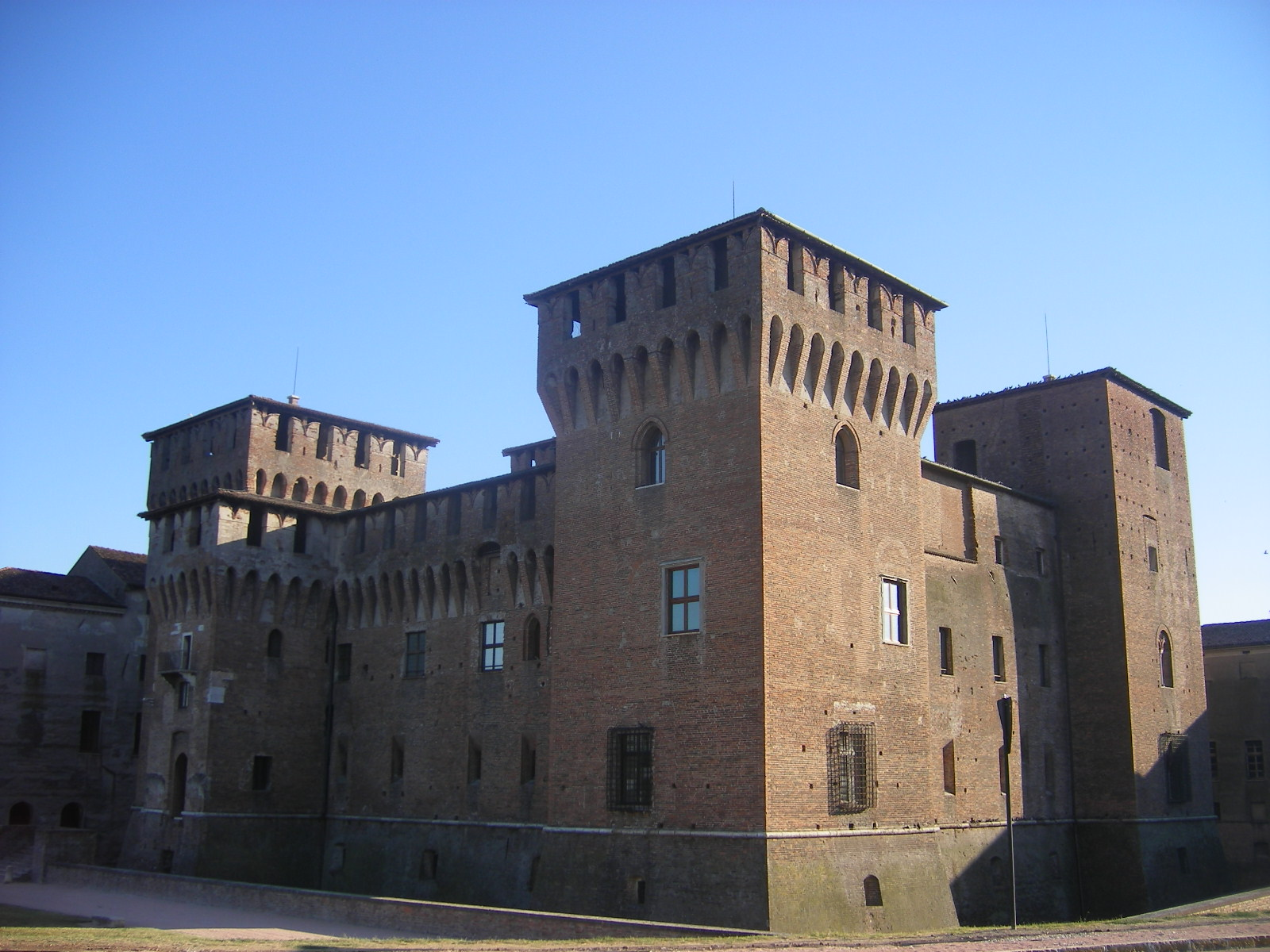
Hrad z nábřeží

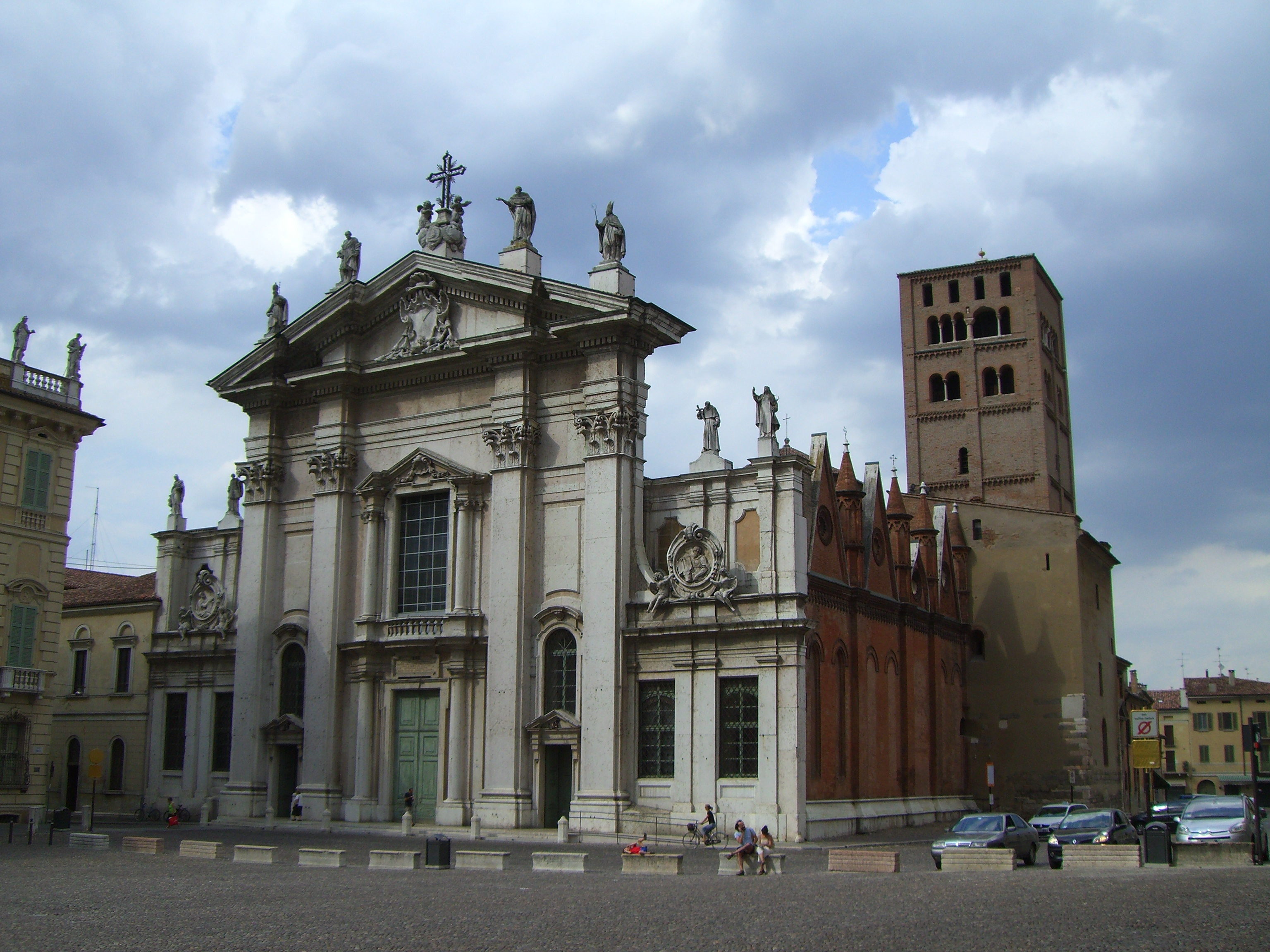
Katedrála sv. Petra apoštola

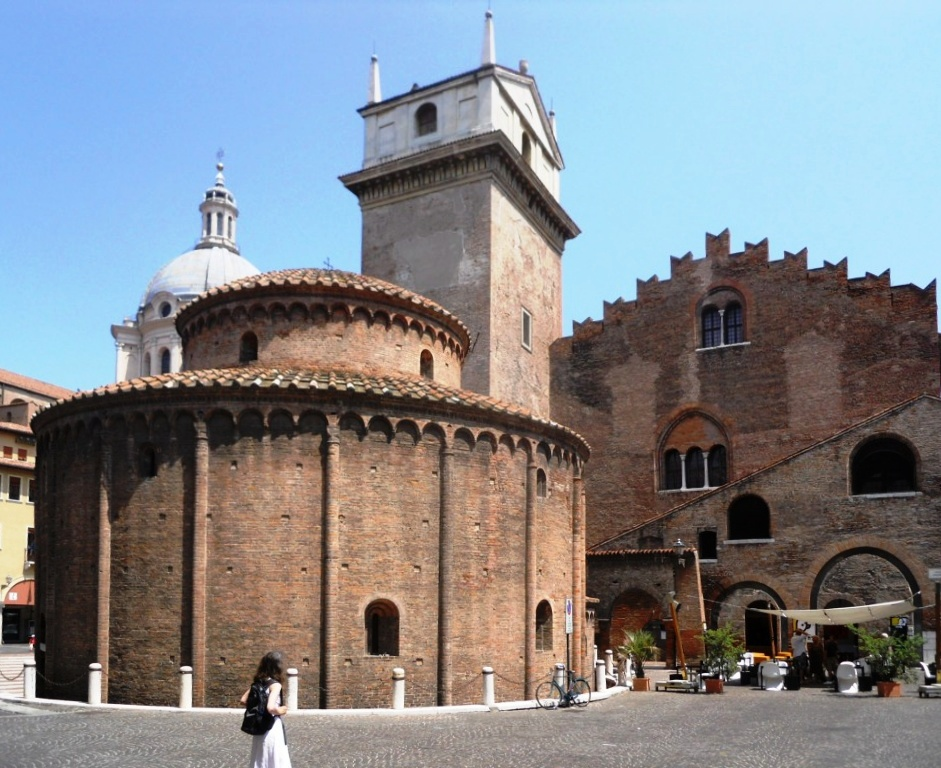
Rotunda S. Lorenzo, 11. století

Hrad sv. Jiří je středověká pevnost na severu města, v 15. a 16. století rozšířená o rozsáhlý vévodský palác (Palazzo Ducale) s několika dvory a mnoha uměleckými poklady. Pro rodinu Gonzagů zde pracovali například Leon Battista Alberti, Andrea Mantegna, Giulio Romano, Donatello, Peter Paul Rubens, Pisanello a další.
Na náměstí Piazza Sordello (nazvaném podle trubadúra ze 13. století, o němž píše Dante, ale také Browning, Joyce a další) naproti Palazzo Ducale je katedrála sv. Petra apoštola (Duomo). Na místě starokřesťanského kostela vznikla ve 12. století románská cihlová stavba, z níž se zachovala věž. Kostel byl goticky přestavěn v letech 1393–1401 a znovu po požáru roku 1545 podle plánů G. Romana. Kostel je trojlodní basilika s kupolí nad křížením a plochým stropem v lodi, mramorové průčelí je z roku 1756.
Ještě jižněji je tržiště Piazza delle Erbe, jehož jihovýchodní stranu tvoří radnice (Palazzo della Ragione) s věží a orlojem. Vedle radnice stojí rotunda sv. Vavřince (San Lorenzo), postavená kolem roku 1100 a inspirovaná chrámem Božího hrobu v Jeruzalémě. Masivní cihlová stavba s kupolí má uvnitř dvojí ochoz, zbytky fresek byzantského slohu a u vchodu stojí mramorový sarkofág ze 6. století.
Za řadou měšťanských domů na protější straně náměstí stojí kostel sv. Ondřeje (Sant´Andrea), stavěný podle plánů G. B. Albertiho v letech 1472–1496, ale dokončený až o sto let později. Vysoká kupole je z 18. století. Je to jednolodní prostorná stavba 99 m dlouhá s masivní válcovou klenbou, v první kapli vlevo je pohřben A. Mantegna.
Jižně od města stojí v renesanční zahradě slavný Palazzo Te, rozsáhlá a přísně symetrická čtvercová přízemní vila s velkým vnitřním dvorem, postavená v letech 1525–1535 podle plánů Giulia Romana s původní vnitřní štukovou a freskovou výzdobou. Uvádí se jako příklad manýrismu: je postaven v klasických slozích, architekt však jejich pravidelnost záměrně narušil mnoha drobnými detaily.
Historické centrum města společně s nedalekou Sabbionetou bylo v roce 2008 zapsána na seznam světového kulturního dědictví UNESCO.

## Osobnosti města
- Andrea Mantegna (1431–1506), italský raně renesanční malíř
- Jacopo Strada (1507–1588), historik, numismatik, spisovatel a sběratel, správce sbírek Rudolfa II. v Praze.
- Claudio Monteverdi (1567–1643), hudební skladatel
- Eleonora Gonzagová (1598–1655), římskoněmecká císařovna a česká královna jako manželka Ferdinanda II.
- Eleonora Magdalena Gonzagová (1630–1686), římskoněmecká císařovna a česká královna jako manželka Ferdinanda III.
- Tazio Nuvolari (1892–1953), motocyklový a automobilový závodník
- Antonio Moresco (* 1947), italský dramatik

## Partnerská města
- Azuči, Japonsko
- Madison, USA
- Nevers, Francie
- Velký Varadín, Rumunsko
- Puškin, Rusko
- Weingarten, Bádensko-Württembersko, Německo

## Fotoalerie

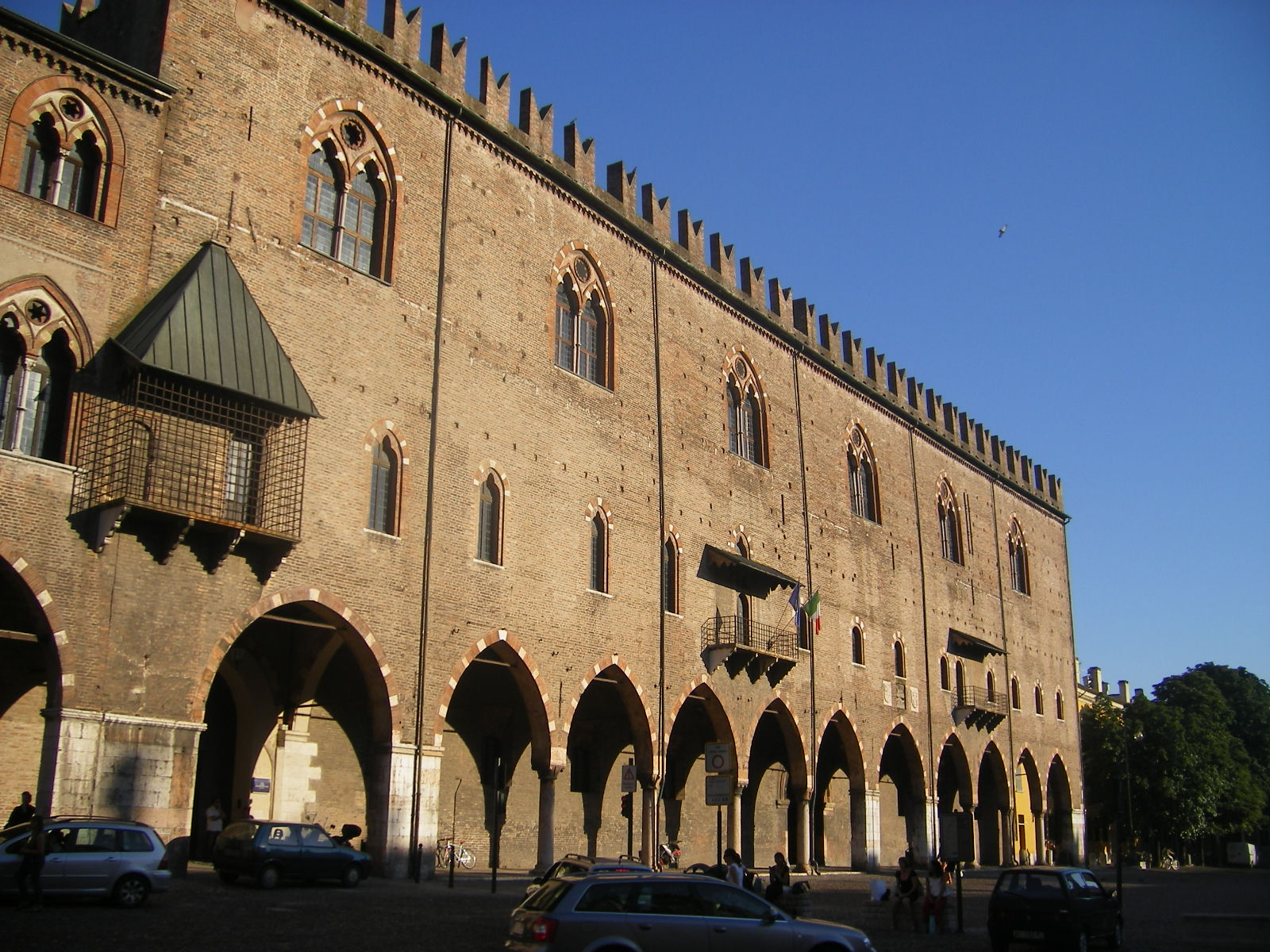
Palazzo Ducale
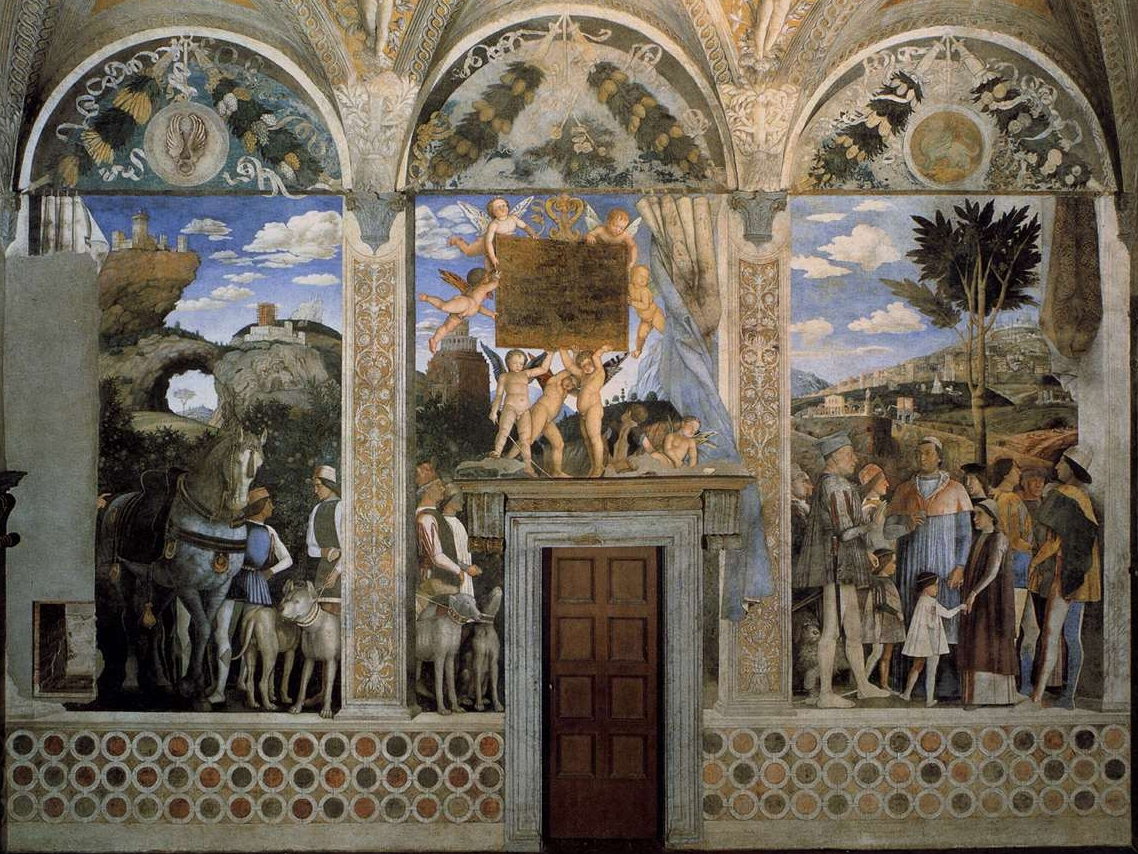
Palazzo Ducale, Camera picta (A. Mantegna)
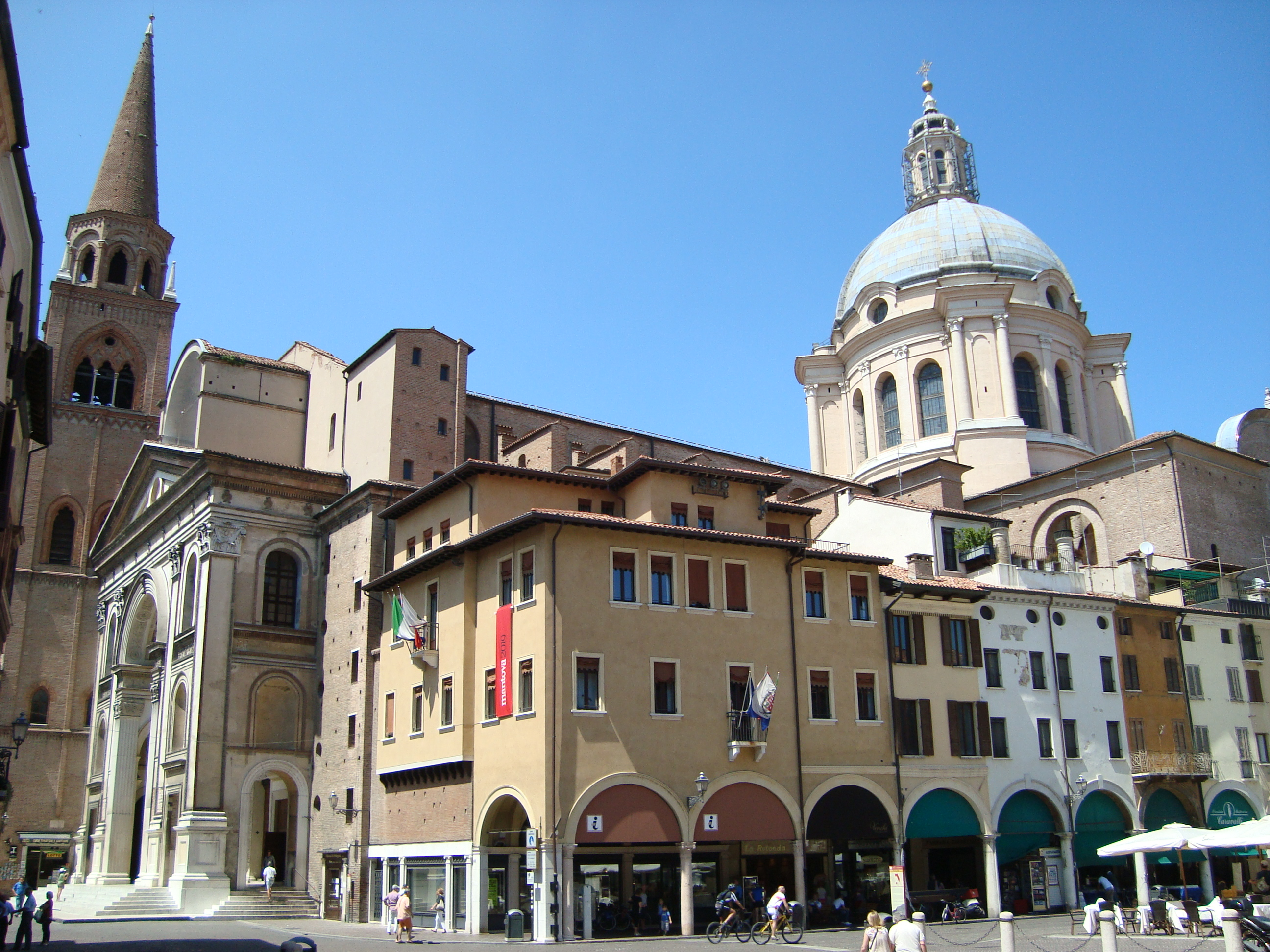
Piazza Erbe a bazilika sv. Ondřeje
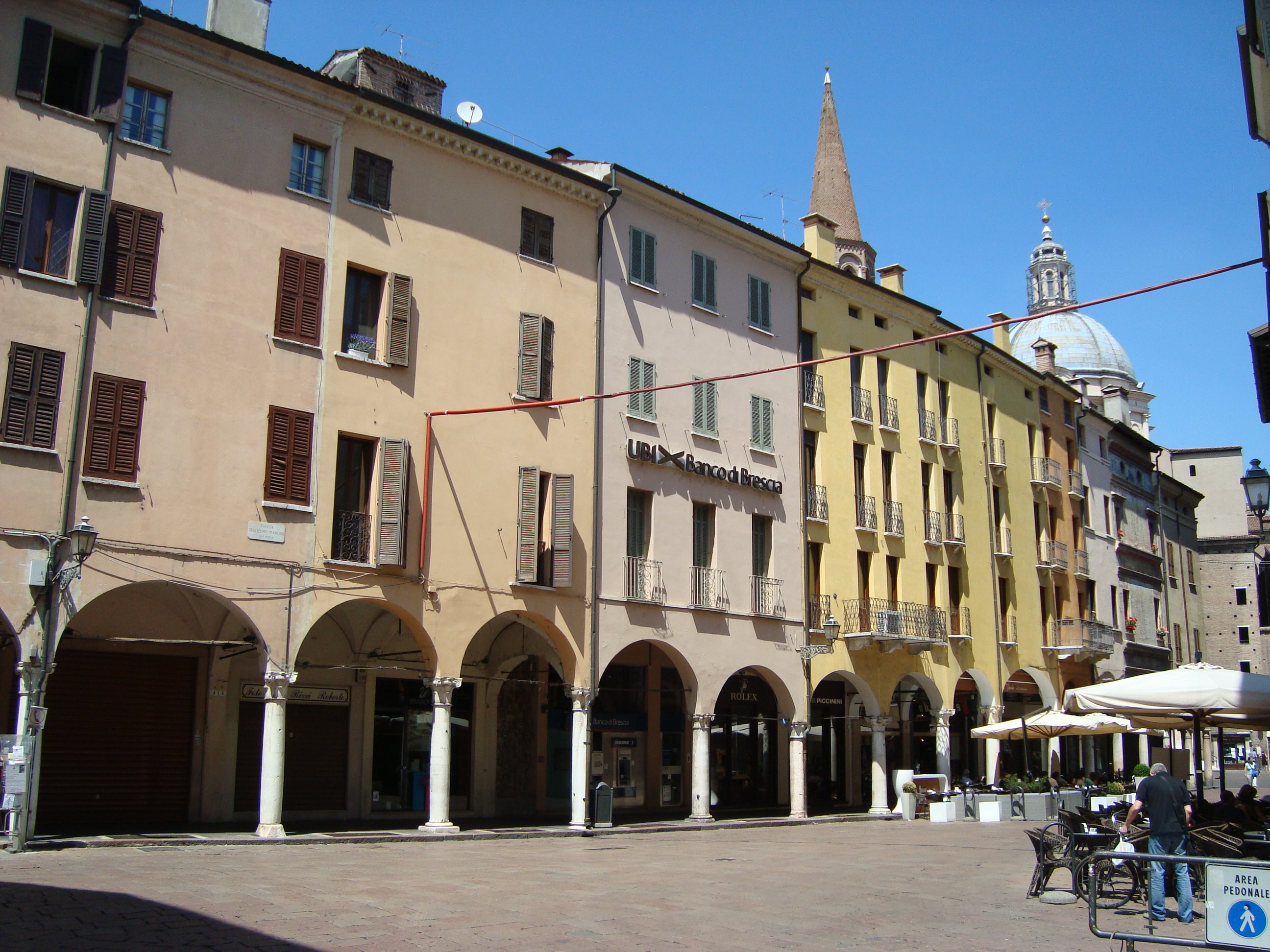
měšťanské domy na Piazza G. Marconi
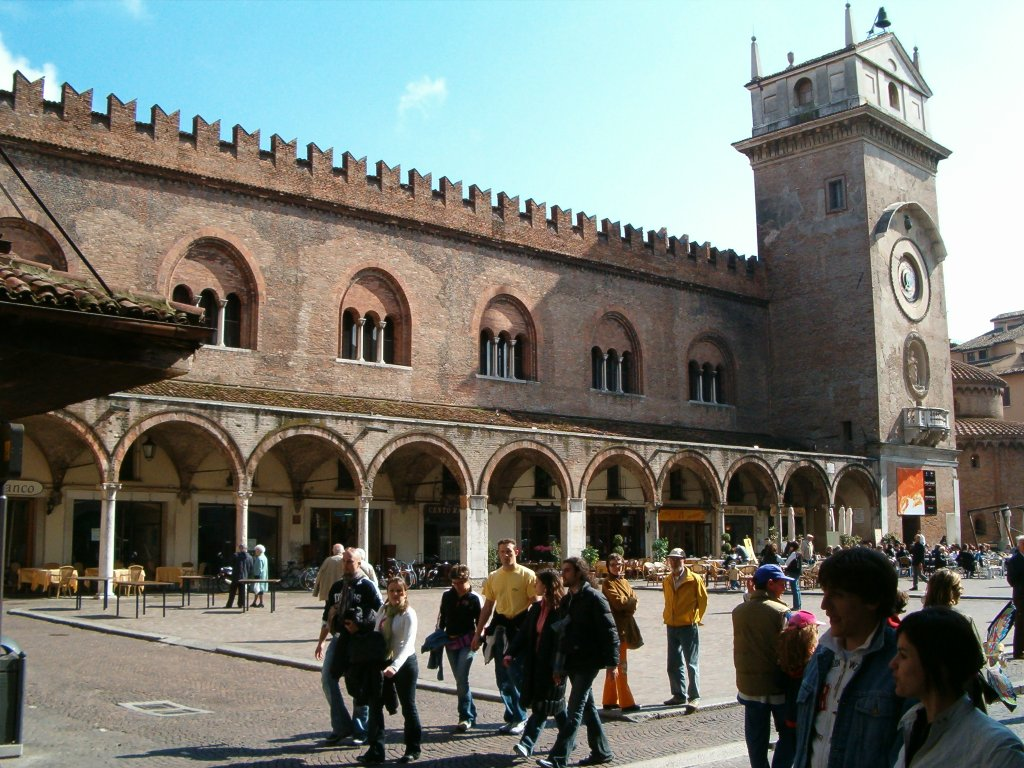
Palazzo della Ragione
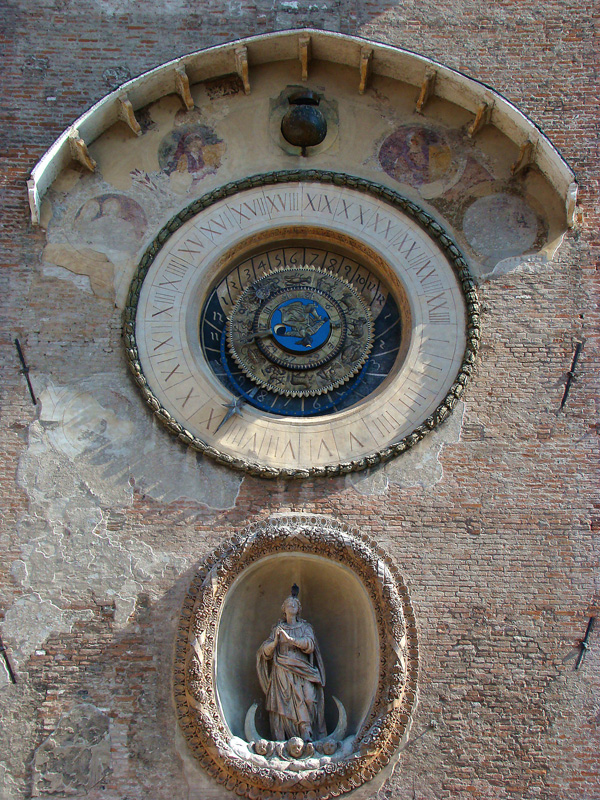
Orloj
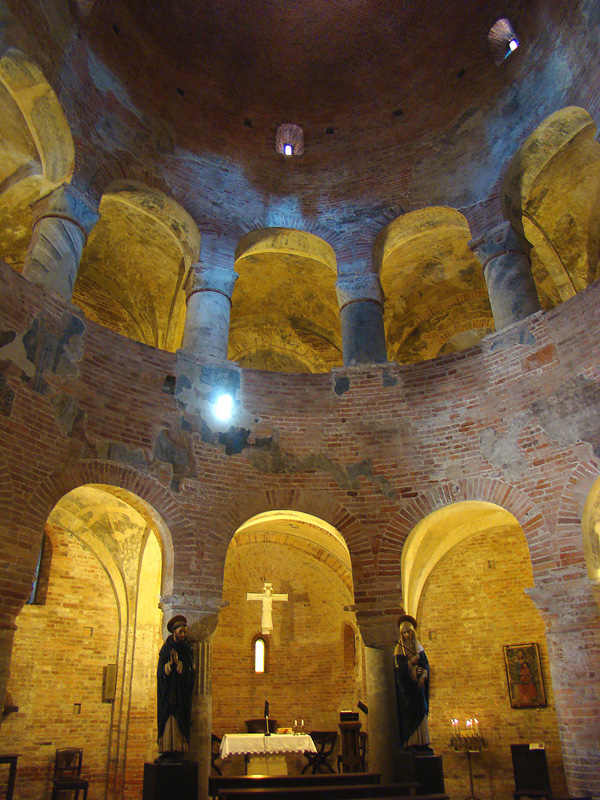
Rotonda S. Lorenzo, vnitřek
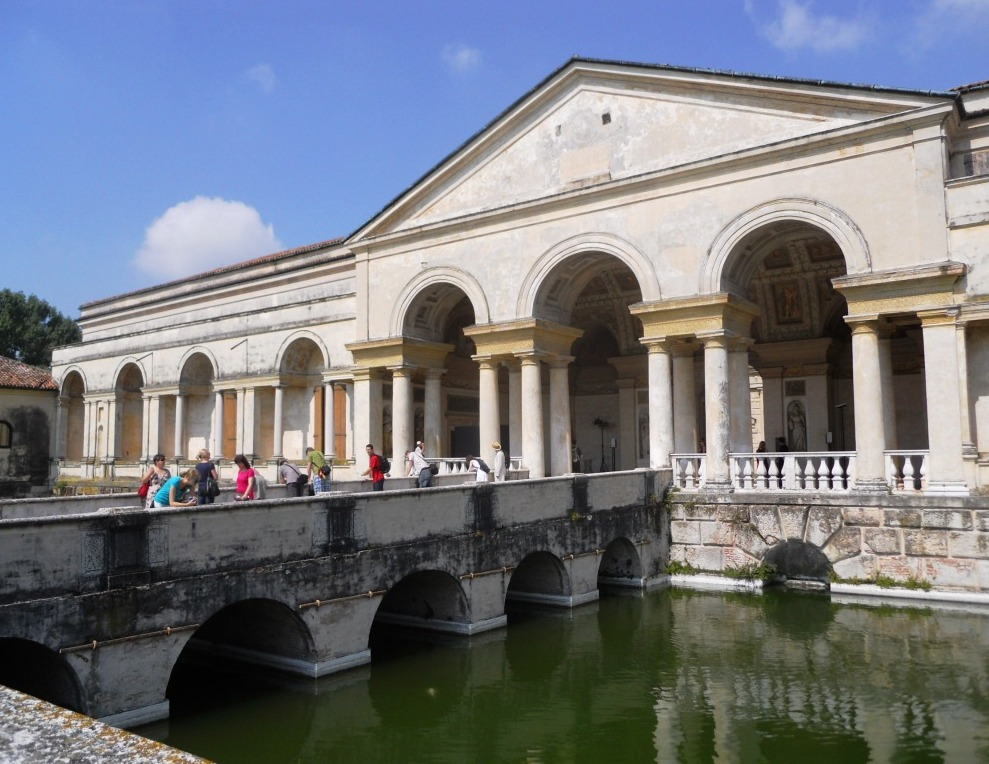
Palazzo Te, průčelí do zahrady
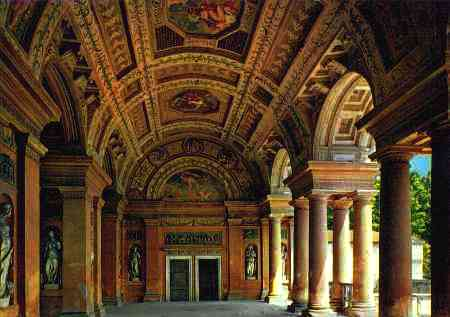
Palazzo Te, Sala terrena